# Tahmasp II
Tahmasp II (en persan : شاه تهماسپ دوم / Šâh Tahmâsp-e Dovvom), né vers 1704 et mort en 1740, est un des derniers chahs séfévides de Perse, régnant de 1729 à 1732.

## Biographie
Tahmasp est un des fils de Hossein Ier, alors chah d'Iran. Quand Hossein est forcé d'abdiquer en 1722 par les Afghans menés par Mahmoud Ghilzai, le prince Tahmasp, qui veut récupérer son trône, s'enfuit à Tabriz où il établit un gouvernement. Il gagne le soutien des musulmans sunnites du Caucase, ainsi que de plusieurs tribus, dont celle des Afchars, alors commandée par le futur maître de l'Iran Nader Chah. Tahmasp obtient la reconnaissance de l'Empire russe et de l'Empire ottoman, tous deux inquiets que l'autre puissance puisse gagner de l'influence en Perse.
C'est sous son règne que la Russie déclenche la guerre russo-persane de 1722-1723 pour étendre son influence dans les régions de la mer Caspienne et du Caucase du Sud. 
En 1729, Tahmasp a repris la plupart des provinces. Toutefois, il entreprend en 1732 une campagne militaire désastreuse contre les Ottomans, après laquelle il est renversé par son général, le futur Nader Chah, qui le remplace par son fils, Abbas III, âgé de quelques mois.
Tahmasp, relégué au Khorassan, est exécuté en 1740 avec Abbas III.